# 화성시 역사박물관
화성시 역사박물관은 경기도 화성시 향남읍에 있는 향토 박물관이다.

## 연혁
- 2008. 11. 10. ~ 2009. 10. 31. 화성시 향토사료관 조성공사
- 2010. 02. 19. 시설 인수인계(LH공사→화성시)
- 2010. 02. 25. 화성시 향토사료관 설치 및 운영조례(제649호) 제정
- 2010. 04. 01. 화성문화원 위탁관리
- 2011. 01. 26. 내부 전시관 조성공사 완료
- 2011. 03. 13. 문화관광부 박물관 등록(제11-박-03호, 제1종 박물관)
- 2011. 05. 03. 개관
- 2012. 11. 15. 화성시향토박물관 설치 및 운영에 관한 조례 개정
  - 명칭변경 : 舊 화성시향토사료관 -> 現 화성시 향토박물관
- 2013. 04. 01. 시 직영 개시(교육문화국 문화관광과 역사진흥팀)
- 2013. 09. 16. 제2수장고 신설
- 2014. 03. 26. 생활문화실 신설
- 2020. 03. 11. 화성시 역사박물관 운영 조례 개정
  - 명칭변경 : 舊 화성시 향토박물관 -> 現 화성시 역사박물관

## 시설 현황
- 2층: 역사문화실, 기획전시실, 기록문화실, 생활문화실
- 1층: 어린이체험실, 제3수장고, 세미나실, 강당, 사무실
- 지하1층: 제2수장고(고고·민속자료), 항온항습실, 기계실, 보존처리실, 제1수장고(지류·전적자료)

## 관람 안내
관람 시간
- 평일: 10:00~18:00
- 주말 및 공휴일: 09:00~18:00
- 입장은 관람 종료 1시간 전까지

휴관일
- 1월 1일
- 월요일(월요일이 공휴일인 경우에는 그 다음날)
- 설 및 추석 연휴
- 그 밖에 시장이 필요하다고 인정하는 날